# Watch the Throne
Watch The Throne (en español: Vigila el trono) es un álbum de estudio colaborativo de los raperos estadounidenses Jay-Z y Kanye West. Fue publicado el 8 de agosto de 2011 a través de Roc-A-Fella, Roc Nation y Def Jam Recordings. Las sesiones de grabación se llevaron a cabo en distintos lugares y se comenzó en noviembre del 2010. Este álbum fue producido por Kanye West, 88-Keys, Jeff Bhasker, Mike Dean y Hit-Boy, entre otros.
Del álbum se han desprendido tres sencillos, «H•A•M», «Otis» y «Lift Off», los cuales tuvieron éxito en las listas de Billboard. Tras su lanzamiento, Watch the Throne recibió críticas generalmente positivas en los medios musicales, los cuales elogiaron la producción y al elenco de raperos. Jay-Z y Kanye West comenzaron una gira de conciertos en octubre de 2011.

## Antecedentes
Originalmente, el álbum estaba pensado en ser un EP de cinco pistas, pero en una entrevista, Kanye West reveló que este álbum sería de larga duración y tenían previsto grabarlo en el sur de Francia. Jay-Z y Kanye West han trabajado juntos desde el 2001, cuya participación fue produciendo el famoso disco The Blueprint. Ellos ya habían grabado sencillos tales como «Swagga Like Us», «Run This Town» y «Monster». El álbum incluye colaboraciones de Frank Ocean, Beyoncé, Mr Hudson y el ya fallecido Otis Redding.

## Desempeño comercial
Watch the Throne debutó en el número uno de la lista Billboard 200 en Estados Unidos, vendiendo 436.000 copias en su primera semana. Este se convirtió en el duodécimo álbum número uno de Jay-Z y el quinto álbum número uno de West en los EE. UU. Esta también se convirtió en la segunda semana de debut más alta de 2011, mientras que sus ventas digitales de 321.000 descargas en la primera semana sirvieron como la segunda semana de ventas más alta en ese momento.  Watch the Throne rompió el récord de ventas de una semana del iTunes Store de EE. UU. en ese momento cuando vendió casi 290.000 descargas.  El álbum también alcanzó el número uno en los mejores álbumes de R&B/Hip-Hop de EE. UU . y en los mejores álbumes de rap de EE. UU.gráficos. En su segunda semana, el álbum se mantuvo en el número uno de la lista, vendiendo 177.000 copias adicionales. En su tercera semana, el álbum cayó al número dos en la lista, vendiendo 94.000 copias más. En su cuarta semana, el álbum cayó al número cuatro en la lista, vendiendo 80.000 copias. En 2011, Watch the Throne fue el noveno álbum más vendido en los EE. UU. y el primer álbum colaborativo que llegó al top diez de fin de año en la historia de Nielsen SoundScan. También fue el cuarto álbum más vendido en iTunes en 2011. En julio de 2013, el álbum ha vendido 1.573.000 copias en los EE. UU., segúnNielsen SoundScan . El 23 de noviembre de 2020, el álbum fue certificado quíntuple platino por la Recording Industry Association of America (RIAA) por ventas combinadas y unidades equivalentes a álbumes de más de cinco millones de unidades en los Estados Unidos.
Watch the Throne también fue un éxito fuera de Estados Unidos. En Canadá, el álbum debutó en el número uno de la lista de álbumes canadienses, vendiendo 25.000 copias en su primera semana. En su segunda semana, el álbum se mantuvo en el número uno de la lista, vendiendo 15.900 copias más. En Australia, el álbum alcanzó el puesto número dos en la lista de álbumes australianos y el número uno en la lista de álbumes urbanos de Australia. En el Reino Unido, el álbum debutó en el número tres en la lista de álbumes del Reino Unido y en el número uno en la lista de álbumes de R&B del Reino Unido. El álbum encabezó la lista de álbumes de R&B del Reino Unido durante seis semanas no consecutivas entre 2011 y 2012 . Además, Watch the Throne alcanzó el puesto número uno en la lista de álbumes noruegos y en la lista de álbumes suizos . El álbum alcanzó el puesto número dos en la lista de álbumes alemanes , la lista de álbumes daneses y el número tres en la lista de álbumes escoceses. También debutó entre los diez primeros en la lista de álbumes en Bélgica, Holanda, Francia, Irlanda, Rusia y Nueva Zelanda.

## Lista de canciones
| Watch the Throne |                         |          |  |
| N.º              | Título                  | Duración |  |
| 1.               | «No Church In the Wild» | 4:32     |  |
| 2.               | «Lift Off»              | 4:26     |  |
| 3.               | «Niggas In Paris»       | 3:39     |  |
| 4.               | «Otis»                  | 2:58     |  |
| 5.               | «Gotta Have It»         | 2:20     |  |
| 6.               | «New Day»               | 4:32     |  |
| 7.               | «That's My Bitch»       | 3:22     |  |
| 8.               | «Welcome to the Jungle» | 2:54     |  |
| 9.               | «Who Gon Stop Me?»      | 4:16     |  |
| 10.              | «Murder to Excellence»  | 5:00     |  |
| 11.              | «Made In America»       | 4:52     |  |
| 12.              | «Why I Love You»        | 3:21     |  |
| 46:02            |                         |          |  |